# Josef z Arimatie
Svatý Josef z Arimatie neboli Josef Arimatejský byl podle křesťanských evangelií (bible, Nový zákon) vážený člen židovské velerady (sanhedrin), která vydala Ježíše Krista Římanům k potrestání a zároveň Ježíšovým tajným učedníkem. Potom, co byl Ježíš ukřižován, požádal Piláta Pontského o Ježíšovo tělo. Pilát souhlasil, Josef poté s Nikodémem tělo sňali z kříže, zavinuli do plátna a uložil do hrobky vytesané ve skále (podle některých podání do své vlastní), označované Boží hrob. Tyto události předcházely Ježíšovu vzkříšení.
Arimatie (řecky Ἀριμαθαία Arimathaia) bylo podle Lukášova evangelia judské město, o kterém není nic bližšího známo. Eusebius jej ztotožnil s městem Elkány a Samuela Ramatajim-sófím nedaleko Diopole (dnešního Lodu). Křižáci za něj považovali město Ramla.
Podrobněji o Josefovi z Arimatie pojednává nekanonické tzv. Nikodémovo evangelium.
V době vrcholného středověku Robert de Boron spojil legendy o svatém Josefovi z Arimatie s legendami o králi Artušovi. Podle jeho Historie grálu byl mytický grál svatý grálem, kalichem, ze které Ježíš dával při poslední večeři pít víno a Josef do něj pak během ukřižování zachytil kapky jeho krve z rány od Longinova kopí. V Británii také vznikla legenda, že Josef z Arimatie založil opatství Glastonbury a britskou křesťanskou církev.

## Josef z Arimatie v bibli
Evangelium podle Matouše:
Když nastal večer, přišel jeden bohatý muž z Arimatie, jménem Josef, jeden z Ježíšových následovníků. Dal se ohlásit u Piláta a prosil, aby mu vydal Ježíšovo tělo. Pilát mu vyhověl. Josef zavinul Ježíšovo tělo do čistého plátna a uložil do hrobu, který si dal před nedávnem vytesat ve skále. Vchod do hrobky dal po pohřbu uzavřít těžkým balvanem. Pak odešel.
Evangelium podle Marka:
Josef z Arimatie, vážený člen velerady, který také vyhlížel Mesiášovu vládu, přišel odvážně k Pilátovi a žádal Ježíšovo tělo. Místodržitel se podivil, že by Ježíš tak brzy zemřel. Zavolal si velitele popravčí čety a zeptal se ho na to. Když mu to setník potvrdil, přikázal vydat Ježíšovo tělo Josefovi. Ten koupil plátno, a když sňali Ježíšovo tělo z kříže, zavinul je a uložil do vlastní hrobky, vytesané ve skále. Před vchod přivalili kamennou desku.
Evangelium podle Lukáše:
Jeden z členů velerady, Josef z Arimatie, čestný a ušlechtilý člověk, nesouhlasil s postupem a rozsudkem ostatních. Patřil k těm, kdo uvěřili zvěsti o Božím království. Ten teď navštívil Piláta a vyžádal si tělo mrtvého Ježíše. Sňal je z kříže, zavinul do plátna a uložil do hrobky vytesané ve skále, kde ještě nikdo nebyl pochován.
Evangelium podle Jana:
Ježíšovo tělo si na Pilátovi vyžádal Josef z Arimatie. Byl to Ježíšův učedník, který se dosud bál veřejně se k němu přiznat. Pilát souhlasil a Josef Ježíšovo tělo sňal z kříže. Pomáhal mu přitom Nikodém, který měl kdysi s Ježíšem noční rozhovor. Ten přinesl velké množství vonných látek. Ježíšovo tělo s těmito vonnými věcmi zavinuli do plátna, jak to Židé dělávají při pohřbívání. V zahradě nedaleko popraviště byla nová, dosud nepoužitá hrobka, vytesaná do skály. Tam Ježíše uložili, protože do začátku soboty nezbývalo mnoho času.